# Hokej na lodzie na Zimowych Igrzyskach Olimpijskich 1972
Hokej na lodzie był jedną z konkurencji rozgrywanych podczas igrzysk olimpijskich. Do turnieju zgłoszono 11 zespołów.
Turniej został rozegrany w dniach 3–13 lutego 1972 roku.
W turnieju wzięło udział 11 zespołów, które w dniach 3–4 lutego rozegrały mecze rundy kwalifikacyjnej. Zwycięzcy meczów kwalifikacyjnych wraz z drużyną ZSRR (która miała wolny los) utworzyły grupę finałową (6 zespołów), a przegrani utworzyli grupę pocieszenia.
W obu grupach rywalizowano systemem każdy z każdym.
Reprezentacja Związku Radzieckiego obroniła złoty medal zdobyty podczas zimowych igrzysk w 1968 roku.
W klasyfikacji kanadyjskiej zwyciężył Rosjanin Walerij Charłamow zdobywca dziewięciu bramek i sześciu asyst.

## Runda kwalifikacyjna
| 3 lutego 1972 | Czechosłowacja | 8:2 | Japonia |  |

| Godzina: 16:00 |  | (1:0, 4:1, 3:1) |  |  |

| 3 lutego 1972 | Szwecja | 8:1 | Jugosławia |  |

| Godzina: 19:30 |  | (0:0, 4:0, 4:1) |  |  |

| 4 lutego 1972 | Stany Zjednoczone | 5:1 | Szwajcaria |  |

| Godzina: 14:00 |  | (2:1, 1:1, 2:1) |  |  |

| 4 lutego 1972 | Niemcy | 0:4 | Polska |  |

| Godzina: 19:00 |  | (0:0, 0:3, 0:1) | Leszek Tokarz 22:?? Józef Słowakiewicz 32:52 Józef Słowakiewicz 33:18 Walenty Ziętara 42:?? |  |

| 4 lutego 1972 | Finlandia | 13:1 | Norwegia |  |

| Godzina: 19:00 |  | (3:1, 5:0, 5:0) |  |  |

## Grupa finałowa
| Drużyna           | M | Mecze | Mecze | Mecze | Bramki | Bramki | Bramki | Pkt | Uwagi |
| Drużyna           | M | W     | R     | P     | +      | –      | +/−    | Pkt | Uwagi |
| ----------------- | - | ----- | ----- | ----- | ------ | ------ | ------ | --- | ----- |
| ZSRR              | 5 | 4     | 1     | 0     | 33     | 13     | +20    | 9   |       |
| Stany Zjednoczone | 5 | 3     | 0     | 2     | 18     | 15     | +3     | 6   |       |
| Czechosłowacja    | 5 | 3     | 0     | 2     | 26     | 13     | +13    | 6   |       |
| Szwecja           | 5 | 2     | 1     | 2     | 17     | 13     | +4     | 5   |       |
| Finlandia         | 5 | 2     | 0     | 3     | 14     | 24     | -10    | 4   |       |
| Polska            | 5 | 0     | 0     | 5     | 9      | 39     | -30    | 0   |       |

Wyniki
| 5 lutego 1972 | Szwecja | 5:1 | Stany Zjednoczone |  |

| Godzina: 10:00 |  | (2:1, 1:0, 2:0) |  |  |

| 5 lutego 1972 | Czechosłowacja | 14:1 | Polska |  |

| Godzina: 14:00 | Václav Nedomanský (6 goli) | (5:0, 3:1, 6:0) | Leszek Tokarz |  |

| 5 lutego 1972 | ZSRR | 9:3 | Finlandia |  |

| Godzina: 19:00 |  | (3:2, 3:1, 3:0) |  |  |

| 7 lutego 1972 | ZSRR | 3:3 | Szwecja |  |

| Godzina: 11:30 |  | (1:0, 1:0, 2:0) |  |  |

| 7 lutego 1972 | Czechosłowacja | 1:5 | Stany Zjednoczone |  |

| Godzina: 16:00 |  | (1:1, 0:3, 0:1) |  |  |

| 7 lutego 1972 | Finlandia | 5:1 | Polska |  |

| Godzina: 19:30 |  | (0:0, 4:0, 1:1) | Leszek Tokarz |  |

| 8 lutego 1972 | Czechosłowacja | 7:1 | Finlandia |  |

| Godzina: 14:00 |  | (1:0, 3:0, 3:1) |  |  |

| 9 lutego 1972 | Szwecja | 5:3 | Polska |  |

| Godzina: 14:00 |  | (1:0, 4:2, 0:1) | 25:?? Leszek Tokarz 39:?? Feliks Góralczyk 52:?? Józef Słowakiewicz |  |

| 9 lutego 1972 | ZSRR | 7:2 | Stany Zjednoczone |  |

| Godzina: 19:00 |  | (2:0, 3:0, 2:2) |  |  |

| 10 lutego 1972 | ZSRR | 9:3 | Polska |  |

| Godzina: 14:00 | Walerij Charłamow (trzy gole) Władimir Wikułow (dwa gole) Wiktor Kuźkin Władimir Szadrin Giennadij Cygankow Boris Michajłow | (4:0, 4:2, 1:1) | Tadeusz Kacik Józef Słowakiewicz Feliks Góralczyk |  |

| 10 lutego 1972 | Czechosłowacja | 2:1 | Szwecja |  |

| Godzina: 19:00 |  | (0:0, 0:0, 2:1) |  |  |

| 10 lutego 1972 | Finlandia | 1:4 | Stany Zjednoczone |  |

| Godzina: 19:00 |  | (1:2, 0:1, 0:1) |  |  |

| 12 lutego 1972 | Polska | 1:6 | Stany Zjednoczone |  |

| Godzina: 19:30 |  | (0:2, 0:2, 1:2) |  |  |

| 13 lutego 1972 | Szwecja | 3:4 | Finlandia |  |

| Godzina: 09:00 |  | (2:1, 1:1, 0:2) |  |  |

| 13 lutego 1972 | ZSRR | 5:2 | Czechosłowacja |  |

| Godzina: 12:30 |  | (2:0, 2:1, 1:1) |  |  |

## Grupa pocieszenia
| Drużyna    | M | Mecze | Mecze | Mecze | Bramki | Bramki | Bramki | Pkt |
| Drużyna    | M | W     | R     | P     | +      | –      | +/−    | Pkt |
| ---------- | - | ----- | ----- | ----- | ------ | ------ | ------ | --- |
| RFN        | 4 | 3     | 0     | 1     | 22     | 10     | +12    | 6   |
| Norwegia   | 4 | 3     | 0     | 1     | 16     | 14     | +2     | 6   |
| Japonia    | 4 | 2     | 1     | 1     | 17     | 16     | +1     | 5   |
| Szwajcaria | 4 | 0     | 2     | 2     | 9      | 16     | -7     | 2   |
| Jugosławia | 4 | 0     | 1     | 3     | 9      | 17     | -8     | 1   |

Wyniki
| 6 lutego 1972 | Norwegia | 5:2 | Jugosławia |  |

| Godzina: 12:30 |  | (0:1, 3:0, 2:1) |  |  |

| 6 lutego 1972 | Szwajcaria | 0:5 | Niemcy |  |

| Godzina: 16:00 |  | (0:2, 0:0, 2:1) |  |  |

| 7 lutego 1972 | Szwajcaria | 3:3 | Japonia |  |

| Godzina: 14:45 |  | (1:1, 0:2, 2:0) |  |  |

| 7 lutego 1972 | Niemcy | 6:2 | Jugosławia |  |

| Godzina: 12:30 |  | (2:1, 3:1, 1:0) |  |  |

| 9 lutego 1972 | Jugosławia | 2:3 | Japonia |  |

| Godzina: 10:00 |  | (2:2, 0:0, 0:1) |  |  |

| 9 lutego 1972 | Niemcy | 5:1 | Norwegia |  |

| Godzina: 14:00 |  | (3:0, 0:0, 2:1) |  |  |

| 10 lutego 1972 | Norwegia | 5:1 | Japonia |  |

| Godzina: 10:00 |  | (2:2, 2:1, 1:1) |  |  |

| 10 lutego 1972 | Szwajcaria | 3:3 | Jugosławia |  |

| Godzina: 14:00 |  | (1:3, 1:0, 1:0) |  |  |

| 12 lutego 1972 | Niemcy | 6:7 | Japonia |  |

| Godzina: 16:00 |  | (1:3, 2;1, 3:3) |  |  |

| 12 lutego 1972 | Szwajcaria | 3:5 | Norwegia |  |

| Godzina: 14:00 |  | (0:0, 2:1, 1:4) |  |  |

## Składy
| M  | Państwo        | Zawodnicy |
| -- | -------------- | --- |
| 1  | ZSRR           | Władisław Trietjak, Aleksandr Paszkow, Witalij Dawydow, Władimir Łuczenko, Aleksandr Ragulin, Wiktor Kuźkin, Giennadij Cygankow, Walerij Wasiljew, Walerij Charłamow, Jurij Blinow, Władimir Pietrow, Anatolij Firsow, Aleksandr Malcew, Władimir Szadrin, Boris Michajłow, Władimir Wikułow, Aleksandr Jakuszew, Igor Romisziewski, Jewgienij Miszakow, Jewgienij Zimin                                                          |
| 2  | USA            | Michael Curran, Gordon Sears, James McElmury, Thomas Mellor, Franklyn Sanders, Charles Brown, Richard McGlynn, Walter Olds, Kevin Ahearn, Keith Irving, Mark Howe, Henry Boucha, Keith Christiansen, Robert Ftorek, Ronald Naslund, Craig Sarner, Timothy Sheehy |
| 3  | Czechosłowacja | Vladimír Dzurilla, Jiří Holeček, Rudolf Tajcnár, Vladimír Bednář, Oldřich Machač, František Pospíšil, Karel Vohralík, Josef Horešovský, Miroslav Daněk, Václav Nedomanský, Jaroslav Holík, Jiří Holík, Jiří Kochta, Richard Farda, Josef Černý, Vladimír Martinec, Ivan Hlinka, Bohuslav Šťastný, Eduard Novák, Jan Havel |
| 4  | Szwecja        | Leif Holmqvist, Christer Abrahamsson, Thommy Abrahamsson, Lars-Eric Sjöberg, Kjell-Rune Milton, Stig Östling, Bert-Ola Nordlander, Kenneth Ekman, Tord Lundström, Lars-Göran Nilsson, Håkan Pettersson, Håkan Wickberg, Mats Åhlberg, Hans Hansson, Inge Hammarström, Hans Lindberg, Thommie Bergman, Stig-Göran Johansson, Björn Palmqvist, Mats Lindh                                                                           |
| 5  | Finlandia      | Jorma Valtonen, Ilpo Koskela, Seppo Lindström, Heikki Riihiranta, Heikki Järn, Juha Rantasila, Pekka Marjamäki, Jorma Vehmanen, Jorma Peltonen, Veli-Pekka Ketola, Matti Murto, Matti Keinonen, Harri Linnonmaa, Juhani Tamminen, Lasse Oksanen, Esa Peltonen, Seppo Repo, Lauri Mononen. Timo Turunen |
| 6  | Polska         | Walery Kosyl, Andrzej Tkacz (bramkarze), Ludwik Czachowski, Marian Feter, Stanisław Fryźlewicz, Robert Góralczyk, Adam Kopczyński, Jerzy Potz, Andrzej Szczepaniec (obrońcy) Józef Batkiewicz, Krzysztof Birula-Białynicki, Stefan Chowaniec, Feliks Góralczyk, Tadeusz Kacik, Tadeusz Obłój, Józef Słowakiewicz, Leszek Tokarz, Wiesław Tokarz, Walenty Ziętara (napastnicy) oraz Anatolij Jegorow, Mieczysław Chmura (trenerzy) |
| 7  | RFN            | Anton Kehle, Heiko Antons, Georg Kink, Rainer Makatsch, Otto Schneitberger, Josef Völk, Werner Modes, Paul Langner, Rudolf Thanner, Karl-Heinz Egger, Rainer Philipp, Bernd Kuhn, Reinhold Bauer, Johann Eimannsberger, Lorenz Funk, Erich Kühnhackl, Alois Schloder, Anton Hofherr, Hans Rothkirch, Martin Wild |
| 8  | Norwegia       | Kåre Østensen, Thore Wålberg, Øivind Berg, Jan Kinder, Svein Norman Hansen, Terje Steen, Birger Jansen, Thor Martinsen, Tom Røymark, Tom Christensen, Steinar Bjølbakk, Svein Haagensen, Roy Jansen, Bjørn Johansen, Morten Sethereng, Terje Thoen, Bjørn Andressen, Arne Mikkelsen |
| 9  | Japonia        | Toshimitsu Otsubo, Tsutomu Hanzawa, Minoru Misawa, Hiroshi Hori, Iwao Nakayama, Takeshi Akiba, Fumio Yamazaki, Takashi Tsuburai, Minoru Ito, Teruyasu Honma, Yasushio Tanaka, Hideaki Kurokawa, Takao Hikigi, Koji Iwamoto, Isao Kakihara, Toru Okajima, Yoshio Hoshino, Osamu Wakabayashi, Hideo Suzuki |
| 10 | Szwajcaria     | Gérard Rigolet, Alfio Molina, Marcel Sgualdo, Charles Henzen, Gaston Furrer, René Huguenin, Peter Aeschlimann, René Berra, Jacques Pousaz, Heini Jenni, Hans Keller, Michel Turler, Paul Probst, Gérard Dubi, Francis Reinhard, Anton Neininger, Guy Dubois, Peter Lehmann |
| 11 | Jugosławia     | Anton Jože Gale, Rudi Knez, Bogo Jan, Viktor Ravnik, Ivo Ratej, Drago Savić, Ivo Jan, Franci Žbontar, Rudi Hiti, Boris Renaud, Janez Puterle, Albin Felc, Roman Smolej, Silvo Poljanšek, Viktor Tišler, Slavko Beravs, Bojan Kumar, Božidar Beravs, Gorazd Hiti, Štefan Seme |